# Khúc hát trên bờ môi
Khúc hát trên bờ môi (tiếng Anh: Have a song on your lips, tiếng Nhật: Kuchibiru ni uta o) là một bộ phim Nhật Bản ra mắt năm 2015 được đạo diễn bởi Takahiro Miki dựa trên manga của Taishi Mori và tiểu thuyết Kuchibiru ni Uta o do Otsuichi sáng tác.
Bộ phim lấy bối cảnh một nhóm hợp xướng đang chuẩn bị cho kì thi sắp tới. Vượt qua bao khó khăn về tinh thần, cuối cùng họ cũng biểu diễn thành công tiết mục của mình.

## Nội dung chính
Yuri Kashiwagi (do Yui Aragaki thủ vai) được cho là một thiên tài Piano trở về quê ở đảo Goto (hay Goto Islands) làm giáo viên âm nhạc tạm thời cho một trường trung học. Giáo viên cũ, cũng là bạn cô, Haruko, phải nghỉ để sinh con. Cô được giao trọng trách dẫn dắt đội hợp xướng của trường tham gia cuộc thi NCon, một cuộc thi hợp xướng được tổ chức bởi Hiệp hội NHK.
Tuy nhiên, sự hiện diện của cô thu hút sự chú ý của những học sinh nam, một điều được cho là không tốt cho đội hợp xướng, theo quan điểm của đội trưởng Nazuna (do Yuri Tsunematsu nhập vai). Các nam sinh không chịu luyện tập, luôn phá phách, khiến Nazuna đã phải báo cáo với cô Kashiwagi, nhưng cô giáo trẻ đã bỏ ngoài tai mọi lời phàn nàn. Trong một lần cãi cọ với các nam sinh, cô đã khiến họ ẩu đả với nhau khi có một cậu buột miệng nói những lời không hay về bố cô.
Yuri không bao giờ đánh đàn kể từ khi đến ngôi trường mới. Cô luôn lưỡng lự khi chuẩn bị nhấn vào các phím đàn, và không lần nào các phím đó được nhấn xuống. Khi được hỏi bởi học sinh, Kashiwagi buông ra những lời kiêu căng khiến các học sinh đều rất khó chịu.
Các học sinh nam sau khi bị chỉ trích, đã chăm chỉ luyện tập, dưới sự chỉ dẫn của một giọng ca tài năng của cậu bé Satoru Kuwahara. Cậu có một người anh trai mắc chứng tự kỉ, mang tên Akio Kuwahara (Daichi Watanabe). Hằng ngày, cậu luôn phải về sớm để đón anh trai và không thể tham gia luyện tập cùng các bạn. Satoru đã nhờ mẹ đón anh trai, nhưng bố đã ngăn cản và bảo cậu dừng đội hợp xướng lại. Nhờ mẹ cậu, Kuwahara đã có thể tiếp tục việc ca hát.
Để chuẩn bị cho việc tập hát, Yuri đã yêu cầu các học sinh phải viết một bức thư gửi cho mình vào 15 năm sau. Không ai làm bài nghiêm chỉnh, trừ Satoru. Cậu đã tâm sự về anh trai mình trong bức thư. Kuwahara cũng nhấn mạnh về sự hiện diện của mình trên đời, đó chính là chăm sóc anh trai khi bố mẹ cậu mất đi. Những lời lẽ đó đã tạo nên sự chú ý của Kashiwagi dành cho cậu.
Do không chịu được sự kiêu căng của Yuri, Nazuna đã nói chuyện với cựu giáo viên Haruko, và được cô kể cho mọi chuyện. Kashiwagi từng là một người rất năng nổ, nhưng sau cái chết của người yêu cô, Yuri đã trở nên trầm lặng và không bao giờ dám động vào đàn nữa. Cô học sinh đã hiểu chuyện, về để an ủi cô giáo, nhưng cũng không thể khiến Kashiwagi chơi đàn. Bản thân Nazuna cũng có một gia đình tan vỡ, mẹ cô mất do bị bệnh, còn bố cô đã bỏ đi theo người khác. Đội trưởng tâm sự về chuyện gia đình mình cho Yuri, rồi chạy lên trên tầng thượng ngồi khóc. Cô giáo nhạc chợt hiểu ra, những ngón tay bắt đầu nhảy nhót trên những phím đàn.
Cuối cùng ngày thi cũng đến, sau bao nỗ lực chuẩn bị, họ cũng đã hoàn thành tốt phần thi của mình khi thể hiện bài hát Lá thư cho tuổi 15 (Tegami). Gia đình Satoru đến theo dõi, nhưng bố và anh trại cậu đã ngồi ở ngoài. Sau khi hoàn thành phần thi, những thành viên của đội vui mừng khi nghe tin cô Haruko đã sinh được một em bé khỏe mạnh. Nazuna trầm lặng đi tới một góc, và anh trai của Kuwahara tiến tới, nói những lời của mẹ cô đã từng nói với con mình khi còn bé. Sở dĩ Akio thuộc những lời nói này là vì anh cũng đã ở cùng một nơi khi mẹ cô tâm sự. Nazuna hiểu ra, cảm ơn anh. Đột nhiên, Akio trở nên điên loạn khi không được nghe bài hát của em trai mình thể hiện. Cô Yuri và Nazuna cùng toàn bộ đội hợp xướng đã hát một bài hát dành tặng anh trai Satoru (một bài hát khác). Akio vui mừng nhảy múa theo điệu nhạc.
Bộ phim kết thúc bằng hình ảnh Kashiwagi rời khỏi hòn đảo và những cánh tay học sinh vẫy chào cô. Sau đó là lời bài hát Tegami do chính Aki Angela thể hiện.

## Sản xuất, phát hành và sự kiện
Bộ phim được sản xuất vào bắt đầu từ giữa tháng 7 năm 2014 tại đảo Goto và được hoàn thiện vào cuối tháng 8 năm 2014. Khúc hát trên bờ môi được phát hành vào ngày 28 tháng 2 năm 2015.
Phim được giới thiệu tại sự kiện Liên hoan phim quốc tế Yubari.